# François Ledrappier
François Ledrappier (1946) é um matemático francês.
Ledrappier graduou-se em 1967 na Ecole polytechnique e obteve um doutorado em 1975 na Universidade Pierre e Marie Curie (Universidade Paris VI), orientado por Jacques Neveu. Lecionou na Universidade Paris VI e é professor emérito da Universidade de Notre Dame.
Recebeu o Prêmio Sophie Germain de 2016.
Foi palestrante convidado do Congresso Internacional de Matemáticos em Zurique (1994: Application of dynamics to compact manifolds of negative curvature).
Dentre seus doutorandos consta Nalini Anantharaman.

## Obras
- com Mark Pollicott: Ergodic properties of linear action of (2x2) matrices. Duke Math. J., Volume 116, 2003, p. 353–388.
- com Elon Lindenstrauss: On the projections of measures invariant under the geodesic flow, Int. Math. Res. Not. 2003, Nr. 9, p. 511–526.
- com Martine Babillot: Geodesic paths and horocycle flow on abelian covers, in: Lie groups and ergodic theory (Mumbai, 1996), p. 1–32, Tata Inst. Fund. Res. Stud. Math., 14, Tata Inst. Fund. Res., Bombay, 1998.
- com Lai-Sang Young: The metric entropy of diffeomorphisms, Annals of Mathematics, Volume 122, 1985, p. 509–574.
- Un champ markovien peut être d’entropie nulle et mélangeant, C. R. Acad. Sci. Paris Sér. A-B, Volume 287, 1978, p. A561—A563.